# Осока омская
Осока омская (лат. Carex elata subsp. omskiana) — подвид травянистых растений вида Осока высокая (Carex elata) рода Осока (Carex) семейства Осоковые (Cyperaceae).

## Ботаническое описание

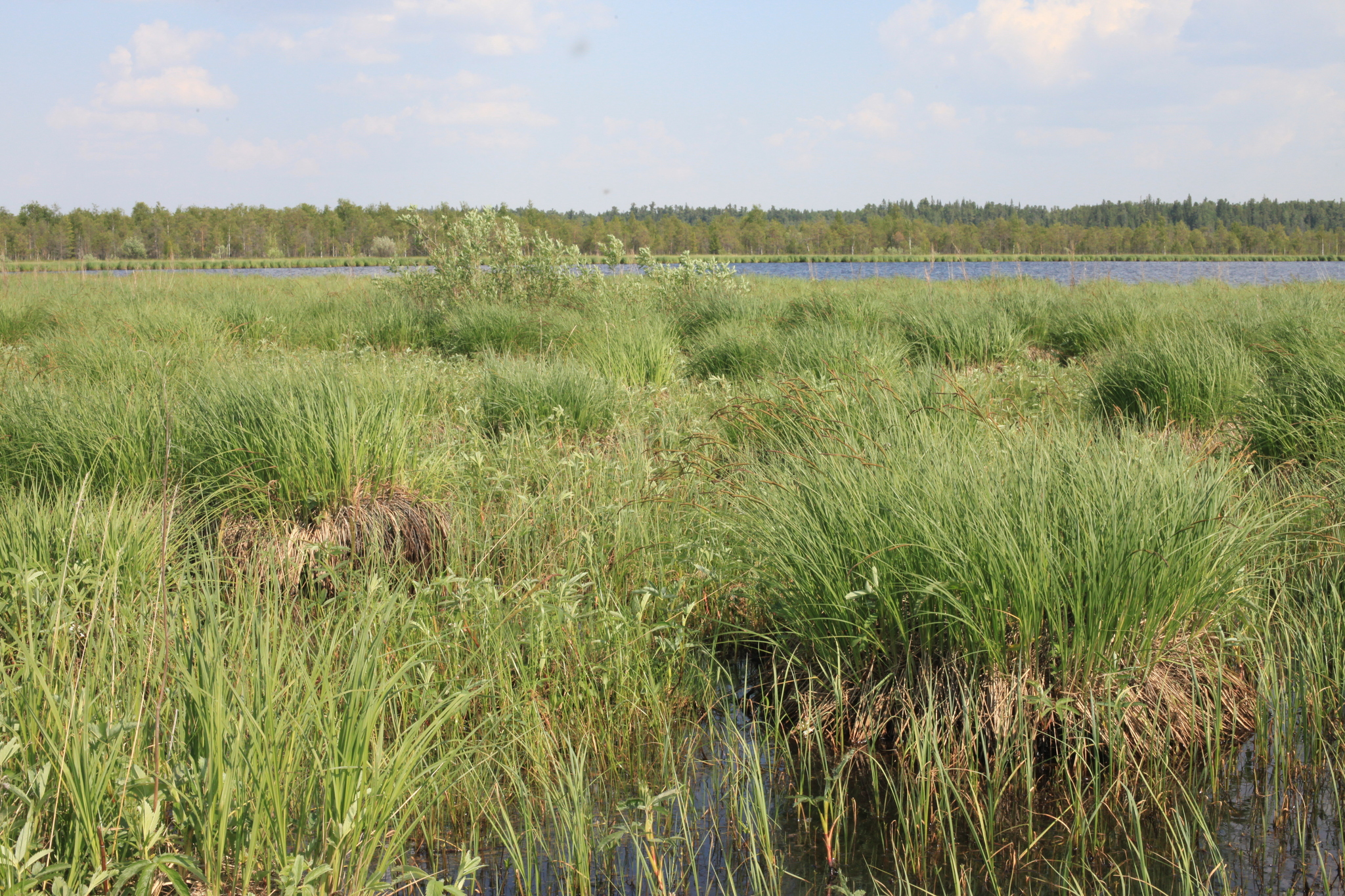
Кочки из осоки омской

Многолетнее травянистое растение. Корневище плотнодернистое. Стебли прямостоячие, крепкие, 3-гранные с немного вогнутыми гранями, по рёбрам в верхней части слегка шероховатые, около 60 см высотой, при основании одетые безлистными тёмно-коричневыми, на спинке слегка килевидными влагалищами. Листья жёсткие, вдоль сложенные, короче стебля.
Соцветие прямое, состоящее из одного верхушечного мужского тонкого колоска около 3 см длиной и трёх женских (на верхушке обычно с небольшим числом мужских цветков), которые плотные, цилиндрические и прямостоячие, 2—3 см длиной; из них верхние сидячие и приближенные к мужскому колоску, а самый нижний немного отставленный и на коротком цветоносе. Прицветники листовидные, короче соцветия. Прицветные чешуйки у женских колосков ланцетовидные, заострённые, бледно-буроватые, на спинке с 3 жилками; мешочки перепончатые, шире и немного короче чешуек, округло-яйцевидные, около 3 мм длиной, сжатые, с обеих сторон несильно выпуклые, при основании плоско-обрубленные, на короткой ножке, желтовато-зеленоватые, густо-точечные, с очень нерезкими жилками, на верхушке вдруг переходящие в короткий выемчатый носик. Рылец 2. Цветение в июне, плодоношение в конце июня и в июле.

## Распространение и экология
Европа, Кавказ, Сибирь, Западная и Средняя Азия. Растёт по кочковатым осоковым и гипновым болотам, сограм, на болотистых лугах и по берегам водоёмов.